# Сомма-Везувиана
Сомма-Везувия (итал. Somma Vesuviana) — город в Италии, располагается в регионе Кампания, в провинции Неаполь.
Население составляет 34 981 человек (на 2018 г.), плотность населения — 1138 чел./км². Занимает площадь 30,74 км². Почтовый индекс — 80049. Телефонный код — 081.
Покровителем коммуны почитается Святой Януарий. Праздник ежегодно празднуется 19 сентября.